# オクタペンタコンタン
| オクタペンタコンタン | オクタペンタコンタン |
| -------------------- | -------------------- |
| CH3(CH2)56CH3        |                      |
| IUPAC名              | オクタペンタコンタン |
| 分子式               | C58H118              |
| 分子量               | 815.5575             |
| CAS登録番号          | 7667-78-9            |
| 密度と相             | 0.827 (g/cm3) g/cm3, |
| 融点                 | 95～98℃ °C           |
| 沸点                 | 612.6 ℃ °C           |

オクタペンタコンタン (Octapentacontane) とは、直鎖状のアルカンの1種。炭素原子が58個、分岐することなく一列に連なっている。分子式はC58H118。分子量は815.5575。密度は0.827 (g/cm3)。融点は95 (℃)～98 (℃)。沸点は760mmHgにおいて612.6 (℃)。引火点は584.8 (℃)。屈折率は1.461。